# Erin Cahill
Pour les articles homonymes, voir Cahill.
Erin Jessica Cahill, née le 4 janvier 1980 à Stafford, en Virginie), est une actrice américaine.
Elle est surtout connue dans les années 2000 pour son rôle de la ranger rose Jen Scotts dans la série Power Rangers : La Force du temps.

## Biographie
Erin Cahill apprend la danse et la chanson à l'âge de quatre ans. Elle est élue Miss Junior de Virginie en 1991. En 1998, elle est diplômée du Collège Brooke Point de Stafford (Virginie). Elle étudie au Marymount Manhattan College à New York. 
Elle s'installe à Los Angeles en 2000. Elle est notamment connue pour le rôle de Jen Scotts dans la série télévisée Power Rangers : La Force du temps.
En 2018, elle est à l'affiche du film The Order, réunissant 18 acteurs de la série Power Rangers.
Erin Cahill fait partie de l'Association Free Art For Abused Children.

## Filmographie

### Cinéma
- 2001 : The Biggest Fan : Montana Wastedberg
- 2007 : Jekyll de Scott Zakarin (en) : Allison
- 2008 : Fast Track : Sans Limites (en) de Axel Sand : Katie Reed
- 2011 : Le Chihuahua de Beverly Hills 2 d'Alex Zamm : Rachel Ashe
- 2011 : Apocalypse climatique : Samantha Winters
- 2012 : Le Chihuahua de Beverly Hills 3 : Rachel Ashe
- 2012 : Blue Eyed Butcher : Jessica Wright
- 2012 : The Ventriloquist : Stephanie
- 2013 : Skinwalker Ranch : Lisa
- 2014 : 108 Stitches : Caitlin DeShields
- 2015 : Wingman Inc. : Kristy
- 2016 : En Danger Dans Ma Maison  (The Watcher) : Emma
- 2018 : The Order : Emily
- 2023 : Resident Evil: Death Island d'Eiichirō Hasumi : Rebecca Chambers (voix)

### Télévision

#### Séries télévisées
- 2001 : Power Rangers : La Force du temps : Jen Scotts / Ranger Time Force Rose
- 2002 : Power Rangers : Force animale (épisodes 24 & 25) : Jen Scotts / Ranger Time Force Rose
- 2002 : Preuve à l'appui (saison 2, épisode 20) : Tyler
- 2004 : T.H.E.M. : Guest Star
- 2005 : Mes plus belles années (saison 3, épisode 15) : Hippie Girl
- 2006 : Free Ride : Amber
- 2006 : Cold Case : Affaires classées (saison 4, épisode 21) : Frances May Stone
- 2007 : On the Lot (saison 1, épisode 7) : Actress
- 2007 : Les Experts : Miami (saison 6, épisode 12) : Rachel Hemming
- 2008 : Supernatural (saison 3, épisode 9) : Elizabeth
- 2008 : Greek (saison 1, épisode 21) : Trish
- 2008 : FBI : Portés disparus (saison 7, épisode 8) : Brooke Simms
- 2008 : How I Met Your Mother (saison 4, épisode 11) : Heather Mosby, la sœur de Ted
- 2009 : Crappy Holidays Presents... (saison 1, épisode 3)
- 2009 : Grey's Anatomy (saison 5, épisode 17) : Megan Shelley
- 2009 : Hôpital central (6 épisodes) : Cassandra
- 2009 : The Ex List (saison 1, épisode 7)
- 2009 : Monk (saison 8, épisode 6) : Callie Esterhaus
- 2009 : NCIS : Enquêtes spéciales (saison 7, épisode 3) : Lieutenant Jessica Summers
- 2009 : Mentalist (saison 2, épisode 6) : Donna Hines
- 2009 : Saving Grace (saison 3, épisodes 1, 5, 6, 8, 10 & 11) : Kendra Burke
- 2010 : Les Experts : Manhattan (saison 6, épisode 17) : Agent Pangle
- 2010 : Ghost Whisperer (saison 5, épisode 19) : Kelly Ferguson
- 2010 : Castle (saison 2, épisode 22) : Cecily Burkett
- 2010 : Dr House (saison 7, épisode 4) : Margaret McPherson
- 2010 : LA I.C.E (mini-série, épisode 7) : Officier Julia McCall
- 2010 : Los Angeles, police judiciaire (saison 1, épisode 10) : Annette Kay
- 2010 : Chase (saison 1, épisode 15) : Carolyn Belkein
- 2011 : Andy & Chaz Bugger Off to America : Rachel
- 2011 : La Diva du divan (saison 1, épisode 2) : Meredith Page
- 2012 : Chuck (saison 5, épisode 11) : Bobbi
- 2013 : Body of Proof (saison 3, épisode 1) : Charlotte Tilney
- 2013 : Red Widow (saison 1, épisodes 1, 2, 4, 6 & 7) : Felicity
- 2013 : Sleepy Hollow (saison 1, épisode 9) : Lena Gilbert
- 2014 : Delirium de Rodrigo García : Rachel Haloway
- 2014 : Garfunkel and Oates (saison 1, épisode 5) : Jenny
- 2014 : NCIS: Los Angeles (saison 6, épisode 6) : FBI Special Agent Carole Gordon
- 2015 : Bones (saison 11, épisode 4) : Ashleigh Smith
- 2016 : Angel from Hell (saison 1, épisode 11) : Danielle
- 2017 : Stitchers (saison 3, épisodes 3, 4, 8 & 9) : Stephanie Fisher
- 2018 : The 5th Quarter (saison 3, épisode 7)
- 2018 : 9-1-1 (saison 1, épisode 4) : Tammy
- 2018 : Esprits criminels (saison 13, épisode 17) : Mia Wilson
- 2019 : Los Angeles : Bad Girls (saison 1, épisode 1) : Claire Smith

#### Téléfilms
- 2007 : Supreme Courtships de Ian Toynton
- 2008 : Modern Day Jesus de Oren Kaplan : Julie
- 2011 : Apocalypse climatique de Todor Chapkanov : Samantha Winter
- 2012 : 193 coups de folie (Blue-Eyed Butcher) de Stephen Kay :  Cindy
- 2014 : Codependents de Eric Kissack (en) : Dana
- 2016 : La Parade de Noël (Sleigh Bells Ring) de Marita Grabiak : Lauren
- 2017 : Nanny Seduction de Emily Moss Wilson : Vanessa Shaw
- 2017 : Une ombre sur le berceau (Hush Little Baby) de Brian Herzlinger : Lauren
- 2018 : Mon fils en danger (Muse) de George Erschbamer : Amanda Jennings
- 2018 : Un ex-fiancé en cadeau (Hometown Christmas) de Emily Moss Wilson : Jen
- 2018 : Un Noël décisif (Last Vermont Christmas) de David Jackson : Megan
- 2019 : Noël dans la prairie (Christmas on the Range) de Gary Wheeler : Kendall Riley
- 2019 : Coup de foudre au festival d'automne (Love, Fall & Order) de Clare Niederpruem : Claire Hart
- 2019 : Père Noël incognito (Random Acts of Christmas) de Marita Grabiak : Sydney Larkin
- 2020 : Amour, duel et pâtisserie (The Secret Ingredient) de Tibor Takács : Kelly McIntyre
- 2020 : Noël au manoir enchanté (A Timeless Christmas) : Megan Turner
- 2021 : Comme une envie de romance (Making something great) : Abby Brooks
- 2021 : Noël entre sœurs (Every Time a bell rings): Charlotte
- 2022: Une Histoire éternelle pour Noël (Christmas Bedtime Stories) : Danielle Aames
- 2023 : Trois Noëls à la Maison (Christmas at Cherry Lane) : Lizzie Hamilton